# Яшенка
Яшенка (рос. Яшенка) — селище в Інзенському районі Ульяновської області Російської Федерації.
Населення становить 4 особи. Входить до складу муніципального утворення Труслейське сільське поселення.

## Історія
Від 2004 року входить до складу муніципального утворення Труслейське сільське поселення.

## Населення
| 2010 |
| ---- |
| 4    |